# جيمس كيلي (لاعب كرة قدم)
جيمس كيلي (بالإنجليزية: James Kelly)‏ (15 أغسطس 1865 في المملكة المتحدة - 20 فبراير 1932) هو لاعب كرة قدم بريطاني (وحمل سابقاً جنسية المملكة المتحدة لبريطانيا العظمى وأيرلندا) في مركزي الدفاع وقلب الدفاع. شارك مع منتخب اسكتلندا لكرة القدم. أما مع النوادي، فقد لعب مع نادي سلتيك وRenton F.C. ‏ ورابطة كرة القدم الاسكتلندية الحادية عشر ‏.

## مسيرته الكروية
لعب جيمس كيلي خلال مسيرته الاحترافية مع نادِ واحدٍ في سبعة مواسم ولم يسجل خلالها أي هدف ضمن 103 مباراة. حيث فاز في موسم واحد بالكأس وفي ثلاثة مواسم بالدوري.
خاض جيمس كيلي مسيرته مع نادي سلتيك في موسم 1890–91 ليلعب معه سبعة مواسم، مشاركًا في 103 مباراة ولم يسجل أي هدف.

## وصلات خارجية
- جيمس كيلي على موقع قاعدة بيانات كرة القدم.إي يو (الإنجليزية)
- جيمس كيلي على موقع ناشيونال فوتبول تيمز (الإنجليزية)